# 10th Light Horse Regiment
Le 10th Light Horse Regiment est un régiment d'« infanterie montée » de l'armée de réserve australienne, formé en Australie-Occidentale.
Bien que le nom du 10th Light Horse soit apparu dans les premiers mois de la Première Guerre mondiale, le régiment tire sa lignée cérémoniale d'unités d'infanterie montée de la milice coloniale (en) d'Australie-Occidentale, levées à la fin du XIXe siècle, telles que la Western Australian Mounted Infantry. Par conséquent, ses honneurs de bataille incluent : « Afrique du Sud » (guerre des Boers) et « Gallipoli », « Gaza-Beersheba », « Jérusalem », « Megiddo » et « Damas » (Première guerre mondiale).
Actuellement, le véhicule blindé Bushmaster - une variante du Mercedes-Benz Classe G - et le Hawkei PMV constituent les principaux véhicules opérationnels du régiment. Il fait partie de la 13th Brigade (en), une formation de réserve qui regroupe la plupart des réservistes d'Australie-Occidentale et qui est basé à Irwin Barracks (en), Karrakatta (en), où il est composé de deux escadrons. En raison de son rôle opérationnel, le groupement administratif du régiment est le Royal Australian Armoured Corps (en).